# Kalindi (rani)
 (juillet 2024).
Rani Kalindi († 1873) fut la 46e et dernière souveraine indépendante du Cercle Chakma, un royaume indigène situé dans les Chittagong Hill Tracts de l’actuel Bangladesh. Elle est à ce jour la seule femme à avoir dirigé le peuple Chakma en tant que souveraine régnante.

## Origines et ascension au pouvoir
Rani Kalindi est née dans le village de Kudukchari, près de l’actuelle autoroute Rangamati-Khagrachari. Fille d’un roturier nommé Guzong Bujjye (littéralement « vieil homme courbé » en Changma kodha), elle fut mariée à Raja Dharam Bux Khan, souverain du royaume Chakma. À la mort de ce dernier en 1832, sans héritier mâle, Kalindi entra en conflit avec d'autres épouses royales et le gestionnaire du domaine, Shuklal Dewan. Grâce au soutien du capitaine britannique Thomas Herbert Lewin, elle fut reconnue comme souveraine légitime en 1844.

## Règne

### Réformes religieuses et culturelles
Rani Kalindi joua un rôle central dans la réforme religieuse du royaume Chakma. Convertie du bouddhisme tantrique à la tradition Theravāda sous l’influence de moines venus d’Arakan (actuelle Birmanie), elle invita le Sangharaja Daramitta Mahasthavira à diriger un mouvement de purification du clergé bouddhiste local en 1864. Elle patronna également la construction d’écoles en langue pāli et soutint la publication du premier ouvrage bouddhique en bengali, le Bauddharanjika, traduit du birman.

### Politique et relations avec les Britanniques
Durant la Révolte des cipayes de 1857, elle soutint la Compagnie britannique des Indes orientales en fournissant des troupes loyalistes. Elle appuya également le Raj britannique lors de l’expédition contre les Mizos en 1871, bien que ses relations avec l’administration coloniale aient été tendues. Elle s’opposa à plusieurs reprises à l’autorité du capitaine Lewin, allant jusqu’à tenter de faire appel à ses supérieurs à Calcutta et à employer des avocats bengalis pour défendre ses droits fonciers.

### Réformes administratives
Kalindi restructura le pouvoir local en transformant le rôle de dewan (ministre) en une classe héréditaire issue de familles nobles, renforçant ainsi l’autorité du Durbar Chakma. Elle tenta également d’obtenir une reconnaissance foncière permanente pour les terres Chakma, mais les autorités coloniales refusèrent, affirmant que la terre appartenait à la Couronne britannique.

## Héritage
Rani Kalindi est reconnue pour avoir consolidé l’identité religieuse et politique du peuple Chakma à une époque de transition coloniale. Son règne marqua l’institutionnalisation du bouddhisme Theravāda dans la région, une influence encore visible aujourd’hui dans les pratiques religieuses des Chakmas.

## Mort et succession
Rani Kalindi décéda en 1873. Elle fut remplacée par son beau-petit-fils, Harish Chandra, qui devint le nouveau Raja Chakma.

## Sources
- (en) Cet article est partiellement ou en totalité issu de l’article de Wikipédia en anglais intitulé « Kalindi (rani) » (voir la liste des auteurs).